# 費用便益分析
費用便益分析（ひようべんえきぶんせき、英: cost–benefit analysis）は、事業が社会に貢献する程度を分析する手法である。

## 用語の解説
経済的価値と財務的価値
“経済”には、“物資の生産・流通・交換・分配とその消費・蓄積の全過程、及びその中で営まれる社会的諸関係の総体（大辞林より）”という意味や “金銭の出入りに関すること（同）”という意味がある。従って、ある事業の産出物や投入物の “経済的な価値”という場合、この価値に、“事業が社会に提供するものやそれを得るために必要とするものの経済的な価値”と“事業の収入額や支出額の価値”という、二つの異なった意味があり得る。ここでは、前者を“経済的価値”、後者を “財務的価値”と呼ぶ。
経済的効率と財務的効率
事業における産出物の価値と投入物の価値との比をその事業の“効率”と呼ぶこととし、その産出物や投入物の価値として経済的価値を用いる場合の効率を“経済的効率”と呼び、同じく財務的価値を用いる場合の効率を“財務的効率”と呼ぶ。
費用便益分析と私的費用便益分析（事業収支分析）
現在の費用便益分析は事業の経済的効率を評価する手法であると言える。一方、財務的効率を評価する手法として、私的費用便益分析と呼ばれる事業収支分析がある。
私的費用便益分析では、前記の比の前項に“事業者が得る収入額”を使い、後項に“その収入額を得るために必要な支出額”を使う。この分析は事業に関連する貨幣の額についての分析であるから、金利を考慮する必要がある。このため、事業者は、金額を評価する時点が異なれば同一金額であっても異なる額として評価しがちとなる。例えば、今年の100円が来年には利子がついて104円となる場合、この両者が同価値であると考えて、来年の100円を今評価すれば100／104円である、としがちである。しかし、正しくは、“年4％の金利条件下では今年の100円は来年には104円となるから、来年の100円を今受け取るとすれば100／104円となり、従って、来年の100円は今評価すれば100円ではなくて割引された額の100／104円である、との意識を持つことが事業経営上ないし資金運用上必要である。”ということであると考えられる。“割引現在価値”という用語がこの考え方から生まれ、この用語から“将来時点の価値を今評価すれば元の価値から割引された額になる。”との誤った概念が生まれたのであろう。しかし、貨幣価値が不変であれば、今年の100円と来年の100円とは同価値であるから、来年の100円はこれを今評価しても同じ100円である。同じ額の貨幣は評価時点が異なっても同じ価値を持つということが“貨幣価値不変”の意味するところであるから当然のことである。そして、存在時点が異なる貨幣の額に関する算定は貨幣価値不変との条件下で行うのが基本的原則である。
貨幣（これに準ずるものを含む。以下同じ）以外の物やサービスなどの場合は、来年必要なものを今受け取るとしてもその量が割り引かれることはない。逆に、保管に手間が掛かったり劣化したりして不利となることが多いから、割増（補償）されるべきであるとさえ言えそうである。サービスでは通常は保管さえできない。すなわち、貨幣以外には割引現在価値という概念は適用されるべきではない。
費用便益分析では、上記の比の前項に、“事業によって社会にもたらされるものの経済的価値”を使い、後項に“事業に必要なものの経済的価値” を使う。この前者は、“産出物が社会に提供する便益”であり、たとえ金額表示されていたとしても、その便益の基は提供された物やサービスである。 後者は、“事業に投入される労力、資材、エネルギー等の価値”であり、費用便益分析と称されることからも分かるように“支払われる金額”として扱われているが、その価値の基は消費される物、エネルギー等である（この点で、「費用便益分析」という用語も適切なものではない）。これらについて分析をする費用便益分析では、私的費用便益分析と異なり、金利を考慮する必要はないし、考慮すべきでもない。割引現在価値という概念が適用されないことは言うまでもない。

## 概要
すべての事業は経済的効率と財務的効率という二つの効率の値を持っている。例えば、ある営利事業が社会にとって必要とされる物やサービスの生産・販売等を行うことにより利益を上げているとすれば、経済的効率、財務的効率ともある程度以上高い値を持っていると考えられる。公共事業は、経済的効率は高くとも、収入が無いから財務的効率は０である。一方、営利事業には、財務的効率は高くとも経済的効率は０であるもの、すなわち、多額の収益を得ているが社会に対しては何ら貢献しないものもある。
費用便益分析は、事業の経済的効率を評価するものであるから、当然ながら、先ず公共事業に適用されて、その分析結果は事業の採否、継続の可否等に関し合理的判定を行うための基礎資料とされてきた。しかし、公共事業や公的事業に止まらず、すべての事業について社会への貢献度を示す資料を作成できるので、例えば、社会にとっては必要でない事業（こういう事業は資源を浪費していると言える。）を抑制するとすれば、そのための根拠を提供できよう。

## 利用例
費用便益分析は、主にフランスを中心としたヨーロッパ諸国で、道路建設を中心とした公共事業の妥当性を評価を行うために発展してきた。1969年には、アメリカ合衆国でも費用便益分析マニュアルが作られたが、使用の判断は各州政府に任されており、完全に実施されている訳ではない。日本では、1949年に制定された土地改良法の施行令において「すべての効用がそのすべての費用を償うこと」と法定化されており、1990年代後半からは道路を中心とした公共事業全般に導入されている。
国及び対象となる公共事業で評価手法はまちまちであるが、道路評価の例を取れば、最も批判を受け難い評価を行っているのは、後発組の日本の直轄道路事業（高速道路、直轄国道の整備）だとされる。判断となる便益は「走行時間の短縮」、「走行費用の減少」、「交通事故の減少」の3項目だけであり、他国のように「雇用の創出」など幅広い意味での経済効果は見込まない。また、日本では、新規事業の採択基準はB/Cが1.0以上という制限を課すが、イギリスやフランスでは地元の意向なども加味するため、新規事業のB/Cが必ずしも1.0以上とは限らない。

## 関連文献
- CiNii>費用便益分析